# Jason Pearce
Jason Daniel Pearce, född 16 december 1987 i Hillingdon, London, England, är en engelsk professionell fotbollsspelare (mittback). Han spelar för närvarande för Charlton Athletic. Han har tidigare spelat över 200 ligamatcher för bland andra Portsmouth och Bournemouth.